# آتش‌به‌پاکردن
| بررسی انتقادی                 | بررسی انتقادی |
| منبع                          | رتبه‌بندی      |
| ----------------------------- | ------------- |
| آل میوزیک                     | [ ۲ ]         |
| شیکاگو تریبون                 | [ ۳ ]         |
| دائرةالمعارف موسیقی محبوب     | [ ۴ ]         |
| پیچفورک مدیا                  | ۷٫۷/۱۰        |
| کیو                           | [ ۶ ]         |
| رولینگ استون                  | [ ۷ ]         |
| راهنمای آلبوم‌های رولینگ استون | [ ۸ ]         |
| راهنما ضبط متناوب چرخشی       | ۱۰/۱۰         |
| آن کات                        | [ ۱۰ ]        |
| صدای دهکده                    | A−            |

آتش‌به‌پاکردن (به انگلیسی: Raising Hell) سومین آلبوم گروه موسیقی موسیقی هیپ هاپ، ران-دی.ام.سی است که در سال ۱۹۸۶ میلادی منتشر شد. موفقیت غیرمنتظره آلبوم، باعث ساختار و درک موجود بودن موفقیت تجاری برای گروه‌های هیپ-هاپی شد. به دست آوردن سه پلاتینیوم و دریافت نقد و توجه منتقدان که سابقاً هیپ-هاپ را نادیده می‌گرفتند؛ باعث شدن تا این آلبوم به یک محصول باب روز تبدیل شود.